# JTC (기업)
주식회사 JTC(영어: JTC, 일본어: 株式会社JTC)는 일본의 면세점 기업이다.

## 역사
1993년 5월, 일본 오이타현 벳푸시에서 전기제품 판매를 목적으로 하는 도쿄전기상회 벳푸점을 창업하고, 동년 7월 수출물품 판매장허가를 취득하여 면세사업(Tax-Free)을 시작하였고, 1994년 자본금 300만엔의 법인으로 전환하여 외국인 여행객을 대상으로 한 소매업을 시작하였다. 2015년 1월, 회사명을 현재의 주식회사 JTC로 변경하였다.
2025년 2대 주주인 한국 사모펀드(PEF) 운용사 어펄마캐피탈이 이 기업 주식을 공개매수하였다.